# Adolfo Perotti

El escritor y periodista Adolfo Perotti con su esposa en una reunión familiar

Adolfo Perotti, nacido en 1901 (?) en la localidad de Hernández, Departamento Nogoyá, provincia de Entre Ríos, Argentina. Fue un hombre de letras y periodista de formación autodidacta que se desempeñó principalmente en la provincia de Entre Ríos. También estuvo vinculado por períodos en la administración pública. Como periodista tuvo su protagonismo en periódicos como "El Diario", de la ciudad de Paraná desde 1924 para luego ser secretario de redacción. También se desempeñó como director del diario «Villaguay» de la ciudad de Villaguay, en el centro de la provincia de Entre Ríos. Fue director de la Agencia Noticiosa Eiffel. Tuvo un paso por la radiofonía, desempeñándose como jefe de prensa de la radio LT 14 Radio General Urquiza de Paraná.Falleció en 1982. Estuvo casado con la villaguayense Gregoria Bernarda García.

## Vida profesional

### Desarrollo como periodista
Adolfo Perotti también tuvo su actuación en medios de la República Argentina, fuera de su provincia natal Entre Ríos. Fue corresponsal de «El Mundo» durante 25 años y también colaboró con «El Hogar» —revista en donde escribieron personalidades como Conrado Nalé Roxlo, Jorge Luis Borges, César Tiempo y Horacio Quiroga— y «Mundo Argentino». Entre otros medios de prensa en donde trabajó o colaboró se pueden citar «Libertad», y «Voz de Campo».En 1933 aparece en Nogoyá el diario «El Radical», dirigido por Perotti y en cuya redacción participó el poeta Marcelino Román. De particular trascendencia fue su labor en la Agencia Noticiosa Eiffel, que fue creada y dirigida por Perotti. Al respecto, el profesor Miguel Ángel Andreetto en su obra «El periodismo de Entre Ríos» (2009) dice «En lo que concierne a Entre Ríos, contó durante la década de 1940 con la Agencia de Noticias Eiffel, concebida y dirigida por el periodista Adolfo Perotti, a la sazón corresponsal de El Mundo de Buenos Aires, y secretario de redacción de El Diario de Paraná» y más adelante aclara «Su existencia resultó efímera, porque desapareció a escasos meses de producidos los sucesos derivados del movimiento del 4 de junio de 1943»

### Desarrollo como político
Adolfo Perotti manifestó siempre un compromiso político en particular en el ámbito público.[cita requerida] Fue jefe de Relaciones Públicas del Ministerio de Hacienda, Economía y Obras Públicas de Entre Ríos entre 1965 y 1966. Fue enviado a la Convención Constituyente de 1957, celebrada en Santa Fe.

### Desarrollo como escritor
Si bien Adolfo Perotti se destacó como periodista, incursionó en las letras publicando en 1966 la obra « Retorno de la Mazorca a Entre Ríos. Ludibrio de una época», texto en donde fustiga y analiza con intensidad desmanes y atropellos al orden constitucional en el marco del gobierno impuesto en Entre Ríos como consecuencia del golpe de Estado del 4 de junio de 1943 (conocida como Revolución del 43). El título hace alusión a "La Mazorca", nombre dado a la policía política de Juan Manuel de Rosas (1793-1877), gobernador de la provincia de Buenos Aires. Adolfo Perotti expresa al inicio del libro «Corresponde dejar aclarado, igualmente, que estas crónicas no llevan propósitos de halago ni de elogio. La conducta de los hombres que fueron víctimas del desborde y del relajamiento de las hordas siniestras surge con reluciente resplandor de los propios episodios que tanto avergonzaron a Entre Ríos».
Su trabajo en «El Diario» de Paraná lo pusieron en contacto con hombres de la talla del historiador Aníbal S. Vázquez.

## Enlaces
http://redbiblio.unne.edu.ar/opac/cgi-bin/pgopac.cgi?VDOC=44.98864
https://searchworks.stanford.edu/view/620442